# Гендерні дослідження
Гендерні дослідження, ґендерні студії, гендерологія (англ. Gender studies) — комплекс міждисциплінарних досліджень (соціології, психології, економіки, політології, педагогіки та інших наук), присвячених феномену статі в її соціальних вимірах. Центральними категоріями є гендер та опозиція маскулінність і фемінність, через призму якої досліджуються різні аспекти соціальних відносин — класові, расові, національні, політичні, рольові та ін.
Термін «гендер» ввела до наукового обігу американська дослідниця Дж. Скотт у середині 1980-х років. Вона розглядала поняття «гендер» як категорію історичного аналізу, що, на відміну від понять «стать» з його біологічним та «рід» з його граматичним наповненнями, наголошує саме на тих відмінностях чоловіків і жінок, які формуються під впливом особливостей суспільної діяльності людей різних статей та в кінцевому підсумку визначають своєрідність їхньої соціальної поведінки.
Поява гендерних досліджень була зумовлена зміною ролі жінок в суспільстві в останній чверті XX століття (т. зв. жіночу революцію) і стала своєрідною відповіддю на потужний поступ фемінізму. У сучасній Україні гендерні дослідження динамічно розвиваються і проводяться як на базі державних наукових і освітніх установ, так і громадських жіночих організацій та рухів.
Основним об'єктом сучасних гендерних досліджень є жінка та соціальні відносини між статями.
- Досліджуються механізми конструювання гендеру та підтримки диспропорції влад між людьми з різними гендерами (гендерні стереотипи, гендерні ролі, фемінність, маскулінність, різні форми сексизму, такі як гетеросексизм)
- Описуються соціальні аспекти статі, тобто вплив гендеру на різні сфери людської діяльності, відмінності між жінками та чоловіками, що розглядалися як природно притаманні (наприклад, гендерна лінгвістика досліджує жіноче письмо);
- Вивчається та збирається світова статистика про гендерну нерівність та дискримінацію за статтю (на ринку праці, в освіті, здоров'ї, в шлюбі, у законодавстві тощо); теоретизуються спрямовані на її подолання гендерні політики, як локальні, так і загальнодержавні (такі як квотування, гендерна нейтральність), оцінюється ефективність впроваджених з них;

В історичних підходах до гендерних досліджень існують крайнощі. Після повного їх ігнорування як «псевдонаукових» історичних досліджень, через створення жіночої історії, феміністської історії та ряду інших розділів феміністської науки, що висвітлюють жінок як групу та артикулюють їх досвід в історично-соціальному бутті, поступово формується виважене ставлення до цих студій як до ефективного інструменту соціального і культурологічного аналізу історії взаємовідносин статей.